# Guillaume le Pieux
Pour les articles homonymes, voir Guillaume Ier, Guillaume d'Aquitaine et Le Pieux.
Guillaume le Pieux, parfois nommé Guillaume Ier d'Aquitaine par les généalogistes de l'époque moderne (né vers 875 – mort le 28 juin 918 à Lyon ; inhumé à Brioude le 6 juillet 918), est marquis de Gothie, duc d'Aquitaine, comte d'Auvergne, de Bourges, de Mâcon, du Limousin et de Lyon, et abbé laïque de Saint-Julien-de-Brioude de 893 à 918.

## Biographie
Guillaume était le fils de Bernard Plantevelue, comte d'Auvergne et de son épouse Ermengarde ; il succéda à son père en 886.
Il passe à la postérité avec le surnom de « Pieux » du fait de son attachement à la chose spirituelle. Par exemple, dans la charte fondatrice de l'abbaye de Cluny, il fait préciser de nombreuses clauses comminatoires religieuses pour quiconque ne respecterait pas la charte.
Il était maître de l'Auvergne et du Limousin par son père, et duc d'Aquitaine. Ses biens s'étendaient de la Bourgogne au Toulousain en passant par l'Autunois, le Mâconnais, le Lyonnais, le Berry, l'Auvergne, le Velay, le Gévaudan, la Gothie (actuel Languedoc).
Avant 898, il épousa Engelberge ou Ingelberge, fille du roi de Bourgogne-Provence Boson de Vienne et d'Ermengarde, elle-même fille unique de l'empereur Louis II le Jeune.
Engelberge donne probablement naissance à des filles, et à un fils, Boson,, mais qui ne pourra pas succéder à Guillaume d'Aquitaine.
En 901, il est pourvu du duché de Lyon. Il y donne plusieurs chartes dont l'une en 913 au profit des églises Saint-Just et Saint-Irénée. 
Il fonda l'abbaye de Cluny le 11 septembre 909, et y nomma Bernon de Baume comme abbé. Cette fondation est en plusieurs aspects exceptionnelle puisque Guillaume donne sans réserve des terres et des villae (grands domaines agricoles) à l'abbaye qui jouit ainsi d'une grande autonomie ; l'Acte de fondation précise : « Les moines ici réunis ne seront soumis au joug d'aucune puissance terrestre, pas même à la nôtre, ni à celle de nos parents, ni à celle de la majestée royale ». L'abbaye de Cluny n'a ainsi pour seul supérieur que le pape auquel elle doit verser un cens tous les cinq ans. On notera que l'abbaye est ainsi protégée de l'influence du duc d'Aquitaine, du roi des Francs et de l'épiscopat local. En échange, l'abbaye doit pratiquer une oraison perpétuelle pour Guillaume le Pieux et ses proches (donation pro anima). Il reçut Odon de Cluny pour son apprentissage de la chevalerie à treize ans en sa cour.
Guillaume le Pieux fait le don de la villa Magenciacum (Moissat-Bas, en Basse-Auvergne) aux moines de l'abbaye Saint-Lomer de Blois en 912 pour y fonder un prieuré. Une bulle du pape Jean X confirme ce don en 914.
Guillaume le Pieux est considéré par l'historiographie comme un « prince territorial ». Il exerce des prérogatives régaliennes (celles du princeps médiéval), comme la nomination des comtes et est très largement autonome par rapport au roi. Par ailleurs, les rois Eudes puis Charles III reconnaissent l'hérédité de ses charges, chose encore non systématique à l'époque.
Il mourut le 28 juin 918 et fut inhumé en la basilique Saint-Julien de Brioude le 6 juillet suivant près des tombes du martyr saint Julien et de l'empereur d'Occident Avitus.
Lui succèderont brièvement comme ducs d'Aquitaine ses deux neveux, fils de sa sœur Adélinda d'Aquitaine et d'Acfred Ier : Guillaume II le Jeune (918-926) et Acfred (926-927). Ces derniers ne laissent pas d'héritiers, et après eux, pendant plusieurs années, a lieu une véritable « guerre de succession » au duché d'Aquitaine, entre la maison de Poitiers, où ils avaient choisi comme successeur leur cousin éloigné Ebles Manzer, et la maison de Toulouse.

## Famille des Guilhelmides
- Guillaume de Gellone (mort vers 812/815), marié en premières noces avec Cunégonde, et en secondes noces avec Guibourg, duc d'Aquitaine, comte de Toulouse et marquis de Septimanie ;
  - Héribert, né du premier mariage ;
  - Bernard de Septimanie (mort en 844), marié à Dhuoda ;
    - Guillaume de Septimanie (826 – 850), comte d'Agen ;
    - Bernard Plantevelue (841 – 886), comte d'Auvergne, marié à Ermengarde, fille supposée de Warin, comte d'Auvergne ;
      - Guillaume le Pieux (mort en 918), comte d'Auvergne, duc d'Aquitaine, marié en 898 avec Engelberge, sans descendance ;
      - Adélinda d'Aquitaine, mariée à Acfred Ier Effroy, comte de Carcassonne et de Razès ;
        - Guillaume II le Jeune (mort en 926)
        - Acfred II (mort en 927), comte de Carcassonne, Auvergne et Foix, successeur de son frère au titre de duc d'Aquitaine, sans descendance ;

  - Gaucelme de Roussillon (mort en 834), né du second mariage, comte du Roussillon de 812 à 832, d'Empúries de 817 à 832, de Conflent et de Razès de 828 à 832 ;
  - Thierry III d'Autun (mort en 826), comte d'Autun.